# Coryphaenoides microps
Coryphaenoides microps es una especie de pez de la familia Macrouridae en el orden de los Gadiformes.

## Morfología
• Los machos pueden llegar alcanzar los 41,3 cm de longitud total.

## Hábitat
Es un pez de aguas profundas que vive entre 410-1.025 m de profundidad.

## Distribución geográfica
Se encuentra en las Filipinas.